# Campionato Primavera 1979-1980
Il Campionato Primavera 1979-1980 è stata la 18ª edizione del Campionato Primavera. Il detentore del trofeo è il Napoli.
La squadra vincitrice del torneo è stata la Fiorentina che guidata da Nenè si è aggiudicata il titolo di campione nazionale per la seconda volta.